# Grevillea vestita
Espèce
Classification phylogénétique
Grevillea vestita est une espèce de plantes de la famille des Proteaceae. Elle est endémique au sus-ouest de l'Australie-Occidentale.
C'est un arbuste d'environ 3 mètres de hauteur. Ses feuilles épineuses sont profondément lobées et peuvent atteindree jusqu'à 5 cm de long et 3 cm de large. Les fleurs crème, blanches ou parfois rose pâle sont plus abondantes en hiver ou au printemps, mais peuvent apparaitre sporadiquement toute l'année

## Taxonomie
Le spécimen-type pour cette espèce a été recueilli dans la région de King George Sound et a été décrit par le botaniste autrichien Stephan Endlicher en 1839 qui lui donna le nom de Manglesia vestita. En 1845, Carl Meissner plaça l'espèce dans le genre Grevillea. L'épithète spécifique vestita vient du mot latin vestitus signifiant "couvert de poils"
Il existe actuellement deux sous-espèces reconnues:
- Grevillea vestita subsp. vestita (Endl.) Meisn.
- Grevillea vestita subsp.isopogoides F.Muell. ex McGill.